# 제주특별자치도의 향토유산
제주특별자치도의 향토유산은 국가·도지정문화재, 등록문화재, 문화재자료로 지정되지 않은 것으로써 향토의 역사적·예술적·학술적 또는 경관적 가치가 큰 다음 각 호의 것을 말한다.
1. "향토유형유산"이란 건조물(근현대건조물을 포함한다)‚ 서적‚ 회화‚ 조각‚ 공예품‚ 고고자료‚ 선사유적‚ 역사유적‚ 민속자료‚ 명승지‚ 동물(그 서식지·번식지·도래지를 포함한다)·식물(그 자생지를 포함한다), 지형·지질 등 유형의 문화적 또는 자연적 소산으로서 향토 문화 보존에 필요한 것을 말한다.
2. "향토무형유산"이란 연극‚ 음악‚ 민요‚ 무용‚ 공예기술‚ 의식‚ 음식제조 등 무형의 문화적 소산으로서 향토문화 보존에 필요한 것을 말한다.

## 지정 목록

### 향토유형유산
| 번호 | 그림 | 명칭                                | 소재지                                             | 소유자 (관리자)                                                          | 지정·해제일자                               | 비고 |
| ---- | ---- | ----------------------------------- | -------------------------------------------------- | ------------------------------------------------------------------------ | ------------------------------------------- | ---- |
| 1호  |      | 삼양동 흑사구층                     | 제주시 삼양2동 1960-3번지선 앞 공유수면            | 제주시 (삼양동장)                                                        | 2013년 11월 15일 지정                       |      |
| 2호  |      | 봉개동 고냉이술굴                   | 제주시 봉개동 47번지외                             | 양창석외 (봉개동장)                                                      | 2013년 11월 15일 지정                       |      |
| 3호  |      | 오등동 왕벚나무                     | 제주시 오등동 산 182번지                           | 제주시 (아라동장)                                                        | 2013년 11월 15일 지정                       |      |
| 4호  |      | 내도동 알작지왓                     | 제주시 내도동 533-3지선 공유수면                   | 제주시장 (외도동장)                                                      | 2013년 11월 15일 지정                       |      |
| 5호  |      | 해안동 왕벚나무                     | 제주시 해안동 산 220-1번지                         | 산림청 (노형동장)                                                        | 2013년 11월 15일 지정                       |      |
| 6호  |      | 서귀동 천지연 생수궤                | 서귀포시 서귀동 795번지                            | 서귀포시 (송산동장)                                                      | 2013년 11월 15일 지정                       |      |
| 7호  |      | 색달동 다람쥐굴                     | 서귀포시 색달동 2101지선 공유수면                  | 서귀포시 (예래동장)                                                      | 2013년 11월 15일 지정                       |      |
| 8호  |      | 제주판관 고경준의 금관조복          | 제주시 이도2동 539-14 제주교육박물관내(위탁관리)   | 제주시 (제주교육박물관)                                                  | 2013년 12월 27일 지정                       |      |
| 9호  |      | 회천동 석상                         | 제주시 회천동 2390-3                               | 회천동마을회 (봉개동장)                                                  | 2013년 12월 27일 지정                       |      |
| 10호 |      | 내도동 방사탑                       | 제주시 내도동 514-1                                | 제주시 (외도동장)                                                        | 2013년 12월 27일 지정                       |      |
| 11호 |      | 오라동 망배단                       | 제주시 오라2동 3135                                | 제주시장 (오라동장)                                                      | 2013년 12월 27일 지정                       |      |
| 12호 |      | 제주도 고비                         | 제주도 일원                                        | 제주시장,서귀포시장 (해당 읍면동장)                                      | 2013년 12월 27일 지정                       |      |
| 13호 |      | 강정 본향당                         | 서귀포시 강정동 4276번지                           | 김덕순 (대천동장)                                                        | 2013년 12월 27일 지정                       |      |
| 14호 |      | 서귀 본향당                         | 서귀포시 정방동 535번지                            | 서귀포시 (정방동장)                                                      | 2013년 12월 27일 지정, 2014년 6월 11일 정정 | ,    |
| 15호 |      | 예래본향당                          | 서귀포시 하예동 117번지                            | 나영구 (예래동장)                                                        | 2013년 12월 27일 지정                       |      |
| 16호 |      | 악락심천                            | 제주시 애월읍 납읍리 1795-5번지                    | 납읍리 마을회 제주시장(애월읍장)                                         | 2015년 3월 11일 지정                        |      |
| 17호 |      | 조천리 금대                         | 제주시 조천읍 조천리 2867-2                        | 조천리 새마을회 제주시장(조천읍장)                                       | 2015년 3월 11일 지정                        |      |
| 18호 |      | 봉개동명도암선생유허비              | 제주시 봉개동 산2번지                              | 광산김씨대교동파종친회 제주시장(봉개동장)                                | 2015년 3월 11일 지정                        |      |
| 19호 |      | 애월진성 (涯月鎭城)                 | 제주시 애월읍 애월리 1736번지                      | 제주특별자치도 교육청 제주시장(애월읍장)                                 | 2015년 8월 7일 지정                         |      |
| 20호 |      | 금용사 우물                         | 제주시 구좌읍 동김녕리 1145-49번지(금용사 내)      | 금용사 주지 구좌읍                                                       | 2015년 10월 28일 지정                       |      |
| 21호 |      | 조천읍 김응전 가옥                  | 제주시 조천읍 조천9길 24-1(조천리 2518-1번지)      | 김규명,김규혁 제주시(조천읍장)                                           | 2016년 7월 11일 지정 2020년 4월 지정 해제   |      |
| 22호 |      | 종달리 생개납 돈짓당                | 제주시 구좌읍 종달리 451-2번지 지선 공유수면       | 종달리 ․ 종달어촌계                                                      | 2018년 4월 25일 지정                        |      |
| 23호 |      | 오정빈묘역 (吳廷賓墓域)             | 서귀포시 서홍동 125번지                            | 군위오씨중말파도로목문중회 (군위오씨종친회 ․ 군위오씨중말파도로목문중회) | 2018년 4월 25일 지정                        |      |
| 24호 |      | 의사오흥태지려 (義士吳興泰之閭)     | 서귀포시 난산리 416-3번지                          | 군위오씨종친회                                                           | 2018년 4월 25일 지정 2018년 7월 21일 정정   | ,    |
| 25호 |      | 곡반제단 (哭班祭坍)                 | 제주시 애월읍 소길리 772-11번지                    | 소길리                                                                   | 2018년 10월 4일 지정                        |      |
| 26호 |      | 운주당지구 (運籌堂地區)             | 제주시 일도1동 1108번지 및 1108-20번지             | 제주특별자치도                                                           | 2019년 10월 1일 지정                        |      |
| 27호 |      | 상모리 석상                         | 서귀포시 대정읍 상모로 316번지                     | 모슬포우체국                                                             | 2019년 11월 27일 지정                       |      |
| 28호 |      | 고수동 거욱대                       | 서귀포시 남원읍 신흥리 2482번지(천)                | 신흥2리 마을회                                                           | 2019년 11월 27일 지정                       |      |
| 29호 |      | 고려 정씨 열녀비 (高麗 鄭氏 烈女碑) | 서귀포시 남원읍 한남리 359-2번지                   | 한남리 마을회                                                            | 2019년 11월 27일 지정                       |      |
| 30호 |      | 한남리 본향당                       | 서귀포시 남원읍 한남리 1091번지                    |                                                                          | 2020년 8월 11일 지정                        |      |
| 31호 |      | 신효동 하귤나무                     | 서귀포시 신효동 1200-6                             | 서귀포시장 (관광지관리소장)                                              | 2020년 10월 28일 지정                       |      |
| 32호 |      | 신엄리 석상                         | 제주시 애월읍 신엄리 1247                          | 신엄중학교                                                               | 2020년 10월 28일 지정                       |      |
| 33호 |      | 옛 정의현성                         | 서귀포시 성산읍 고성리 1400-1번지                  | 한국토지주택공사 제주지역본부장                                          | 2021년 11월 3일 지정                        |      |
| 34호 |      | 수망리 산마장 잣성                  | 서귀포시 남원읍 수망리 산189-3번지                 | 서귀포시 공원녹지과                                                      | 2021년 11월 3일 지정                        |      |
| 35호 |      | 만조 봉수터                         | 제주시 한림읍 상명리 산5번지(느지리오름 정상 북측) |                                                                          | 2022년 5월 4일 지정                         |      |
| 36호 |      | 고내 봉수터                         | 제주시 애월읍 고내리 산3-1번지                     |                                                                          | 2022년 5월 4일 지정                         |      |
| 37호 |      | 김녕리 서문하르방당                 | 제주시 구좌읍 김녕리 4108번지                      |                                                                          | 2022년 11월 2일 지정                        |      |
| 38호 |      | 가죽발레                            | 제주시 제주대학로 102                              | 제주대학교박물관                                                         | 2023년 11월 1일 지정                        |      |
| 39호 |      | 김광종 영세불망비                   | 서귀포시 안덕면 화순리 1929번지                    |                                                                          | 2023년 11월 1일 지정                        |      |

### 향토무형유산
| 번호 | 그림 | 명칭                     | 소재지                           | 소유자 (관리자) | 지정·해제일자                                             | 비고  |
| ---- | ---- | ------------------------ | -------------------------------- | --------------- | --------------------------------------------------------- | ----- |
| 1호  |      | 시조창                   | 제주시 애월읍 장전리 456-2번지   | 강종화          | 2013년 12월 27일 지정                                     |       |
| 2호  |      | 제주어 구사능력          | 제주시 건입동 1072-2번지         | 고봉만          | 2013년 12월 27일 지정, 2018년 10월 19일 해제, 2018년 사망 |       |
| 3호  |      | 수의와 부수품 제작       | 제주시 이도1동 1436번지          | 김경생          | 2013년 12월 27일 지정, 2015년 1월 2일 해제, 2014년 사망   |       |
| 4호  |      | 제주여성 노동요          | 제주시 건입동 1053-2번지         | 김태매          | 2013년 12월 27일 지정, 2016년 12월 21일 해제, 2016년 사망 |       |
| 5호  |      | 회심곡                   | 제주시 구좌읍 동복리 1547번지    | 양금여          | 2013년 12월 27일 지정                                     |       |
| 6호  |      | 예래마을 새왓이기는 소리 | 서귀포시 상예동 1239번지         | 강승화          | 2013년 12월 27일 지정                                     |       |
| 7호  |      | 강정마을 논다루는 소리   | 서귀포시 강정동 4577-2번지       | 윤경노          | 2013년 12월 27일 지정                                     |       |
| 8호  |      | 제주 창작무              | 서귀포시 동홍동 650-2번지        | 이연심          | 2013년 12월 27일 지정                                     |       |
| 9호  |      | 조천읍 서우젯 소리       | 제주시 조천읍 신촌리 2097번지    | 이용옥          | 2014년 6월 11일 지정                                      |       |
| 10호 |      | 한남리 본향당굿          | 서귀포시 남원읍 한남리 359-2번지 | 한남리사무소    | 2021년 6월 4일 지정                                       | [ 2 ] |

## 참고 문헌
- 제주특별자치도 홈페이지 - 고시/공고